# Khenout
Khenout est une reine, deuxième épouse du roi Ounas. Elle serait la mère d'Ipout Ire qui est la mère de Pépi Ier.

## Titres
Khenout porte les titres :
- « Grande du sceptre hétès » (wrt-hetes),
- « Celle qui connait Horus et Seth» (mȝˁ.t-ḥrw-stḫ),
- « L'éloge des grands » (wrt-ḥzwt),
- « La femme du roi, sa bien-aimée » (ḥmt-nisw mryt.f),
- « Compagne d'Horus, sa bien-aimée » (smrt-ḥrw-mryt.f),
- « Consort et bien-aimée des deux Maîtresses  » (smȝyt-mry-nbty),
- « Compagne d'Horus » (tist-ḥrw).

## Sépulture
Cette reine est enterrée dans un mastaba qu'elle partage avec la reine Nebet, première épouse d'Ounas. Ce mastaba a été fouillé par Peter Munro. Sa tombe, contrairement à celle de la reine Nebet, a subi d'importants dommages.